# Austrolimnophila elnora
Austrolimnophila elnora är en tvåvingeart som beskrevs av Alexander 1929. Austrolimnophila elnora ingår i släktet Austrolimnophila och familjen småharkrankar. Inga underarter finns listade i Catalogue of Life.